# 块砷镍矿
块砷镍矿（英语：Aerugite）是一种罕见的复杂砷酸镍矿物，分子式为Ni9(AsO4)2AsO6。它形成绿色至深蓝绿色的三方晶体。莫氏硬度为4，比重为5.85至5.95。 
1858年，它首次在英国康沃尔郡的南特雷斯矿山（South Terres）或德国萨克森州的厄尔士山脉被描述。起源有争议。最常出现的情况是在焙烧矿石的炉壁上形成结壳。它的英语名字来源于拉丁语aerugo，意思是铜锈。